# جمشيد أباد (سفالغران)
جمشید أباد (بالفارسية: جمشیدآباد) هي منطقة سكنية تقع في إيران في قسم سفالغران الريفي. يقدر عدد سكانها بـ 188 نسمة .